# Ху-редупликация
Ху- и фу-редупликация — один из видов пейоративной редупликации в русском, украинском и белорусском языках, подтип рифмованных редупликативных образований (наряду, например, с шм-редупликацией), например: автобус-хуёбус, пьянки-хуянки, селфи-хуелфи.
Фу- и ху-редупликаторы характерны исключительно для некодифицированной устной речи; они выступают в составе снижающих и обсценных конструкций, используемых для характеристики лица или события с пейоративной оценкой.
Ху-редупликация — один из самых продуктивных эхо-редупликативных процессов в разговорном и сниженном русском языке.

## Классификация
Лингвисты относят эхо-редупликацию в современном русском языке к тюркскому типу и классифицируют своеобразие подтипов рифмованных редупликативных образований (м-, шм-, ху-редупликации) по следующим признакам:
- Ху-редупликации чаще всего являются окказиональным словообразованием, сознательным отклонением от нормы, которое проявляется как реализация творческой компетенции говорящего; языковая игра. Используются в устной речи, не закрепляются словарями (с редкими исключениями).
- Не имеют нового содержания, образуются методом повторения слова или его корневой части. Основа может иметь другой падеж, могут добавляться приставки, предлоги или суффикс. Содержат различную эмоционально-экспрессивную окраску, используются как выражение экспрессии или как средство для «украшения» речи, изменяясь, в зависимости от контекста, от шутливо-ласкательных до грубо-обсценных.
- Ху-редупликаторы характерны исключительно для неофициальной устной речи русского языка, используются в составе снижающих и обсценных конструкций для характеристики лица или события.
- Редупликация не языковое, а речевое явление, не соответствующее общепринятому (социально нормативному) употреблению. Редупликанты не продуктивны в лексике. Ху-редупликанты понятны большинству носителей языка, но не являются активной моделью. Наличие или отсутствие редупликантов, как правило, служит речевым портретом того или иного человека.
- Фу- и ху-редупликации являются фактами речи русского языка, изредка они встречаются в белорусскоязычной речи.

## Лингвистический анализ
С точки зрения фонетики компоненты парного слова вполне самостоятельны и характеризуются наличием одинаковой интонации, отдельного ударения, а также в большинстве случаев «наличием аллитерации, конечной или внутренней рифмы».
Лингвисты определяют данную форму словообразования как добавление к самостоятельно существующему слову его копии. Рифмованные отзвучия используются людьми факультативно в различных значениях и разнообразном контексте (жигули-шмыгули, шараш-монтаж, танцы-шманцы, автобус-хуёбус), подчиняются исключительно коммуникативным намерениям говорящего; повторы полные и трансформированные, двучленные образования или рифмованные парные слова. По мнению лингвиста Ф. Минлоса, синтаксически и семантически слитные сочетания, объединяющие два элемента, почти всегда имеют рифму, характерную для русского фольклора, когда к самостоятельно существующему слову добавляется его копия (иногда неточная и неполная), в которой семантически модифицируется значение исходного слова (разг. бумажки-хуяжки). В разговорном обыденном языке неточная редупликация обладает относительной морфонологической регулярностью, которая довольно продуктивна и «строится всего по трём формальным моделям (например, танцы-шманцы, шашлык-машлык и автобус-хуёбус), тогда как фольклорная редупликация довольно разнообразна (например, сахар-махар, сахар-бахар, солома-волома, солома-полома, соломина-яломина, шыкинь-выкинь, чикинь-выкинь в русских считалках)».
Продуктивный процесс редупликации повторов типа шм- и ху- не имеет общепринятого лингвистического термина. Н. К. Дмитриев называл подобные словообразования «отзвучие», или «слово-эхо».
По мнению советского и российского лингвиста, доктора филологических наук Беликова В. Н. который в 1990 году анализировал данное речевое явление, статус редупликатора (термин И. А. Мельчука) и его морфологическая структура не определены, так как каждый раз в живой речи он заимствует грамматические свойства и характеристики редупликанта, а способ образования — фонетический повтор — предполагает неморфологические приёмы словопроизводства.
Владимир Беликов выделил три возможных модели повтора, формирующих ху/фу-редупликацию: контактный повтор типа м-повторов (м-редупликация); семантически и формально близкий контактный повтор, осложненный союзом или другим служебным словом («ни маслица, ни фуяслица»); дистантный повтор, части которого разнесены по репликам разных участников диалога. При этом, по выводам исследователя, возникновение такой редупликации подчиняется двум основным правилам.
- Первым Беликов называет ситуации, когда ударная гласная словоформы-редупликанта не находится в абсолютном исходе. В этом случае «весь предударный сегмент редупликатора заменяется на сегмент /хуj-/» (автор приводит примеры: «улица-хуюлица, автобус-хуёбус, туман-хуян»).
- Второе предполагает, что если такая «словоформа-редупликант завершается ударной гласной, то редупликатор строится по схеме /хуjе-/» с добавлением предударного кластера и ударного гласного (автор приводит примеры: «мудрецы-хуецы, ослы-хуеслы, сестра-хуестра»). Автор также рассматривает несколько исключений из правил[12].

Способом образования ху-редупликантов Беликов считает неморфологический приём словопроизводства, так как явление не укладывается в формальную морфологическую словообразовательную структуру (в паре идиолектов уголёк-хуёк корнем редупликатора можно считать /хуj/, тогда как в паре уголёк-хуелёк корнем будет /л’/, а в паре угля-хуегля — /гл’/). Наглядный пример неморфологического словообразования, по мнению лингвиста, являются словосочетания «в лексикализованных повторах типа хуйни-муйни и танцев-шманцев».
Доктор филологических наук профессор Великотырновского университета им. св. Кирилла и Мефодия С. П. Буров отмечает, что наблюдения Ю. Плена, выделившего основные признаки м-повторов в русском языке, верны в том отношении, что главными особенностями, объединяющими в общих чертах различные типы редупликантов в разных языках, является их одинаковая семантика и функция.
Редупликаты типа шм- и ху- отличает ирония, скептицизм, сарказм или безразличие как способ без чрезмерной агрессивности выразить пренебрежение или отвергнуть что-либо. По мнению Ф. И. Рожанского, шм-редупликация также обладает пейоративной семантикой. Возможно, возникновение ху-редупликации берёт начало из форм, которыми в разговорной речи заменялась обсценная лексика. В фольклорных песнях эротического содержания лингвистами отмечено множество рифмованных сочетаний, заменяющих слова, «которые каждый из слушателей мог подставлять по-своему» (эвфемизмы килди-милди шилды-булды, тифиль-яфель в значении «причинное место»).
Норвежский славист, болгарист и тюрколог А. Граннес утверждал, что данный тип повторов проник в чрезвычайно большое количество языков (прежде всего — в языки и диалекты Балканского полуострова) как тюркское явление во времена Османской Империи. Такого же мнения австрийский лингвист В. Эйсман, который считает, что данная редупликация проникла в русский язык главным образом «из тюркских языков через посредство кавказских народов». Ю. Беликов отмечает правоту Ю. Плена, считавшего, что наиболее вероятный источник парных образований — влияние тюркских языков, отмечая при этом, что словообразовательный тип редупликантов с частицей ху- — факт русского лексикона. Лингвист отмечает, что в разговорной речи закрепилась «антиинформативная» модель, характерная тем, что человек, употребляющий ху-редупликант, не имеет цели или намерения оскорбить собеседника. В большинстве идиолектов повторы, каждый раз возникающие в живой речи заново, представляют собой своеобразный «диалогообразующий приём с различной семантической нагрузкой», реализуемый участниками речевого акта, и поэтому «выполняющие дейктическую функцию по отношению к редупликанту, заимствуя все его грамматические свойства и характеристики».

## Примеры
В художественных произведениях впервые ху-редупликация появилась в советских изданиях во времена хрущёвской оттепели:

— Ладно! — сказал мужчина, обрывая спор. — «Жексон-Фуексон!» Пошли! — Г. Горин. Иронические мемуары.

 Бригадир ходит, обсматривает, сколько выложили. Доволен. — Хорошо положили, а? За полдня. Без подъёмника, без фуёмника. — А. И. Солженицын. Один день Ивана Денисовича.